# 大唇香科科
大唇香科科（学名：Teucrium labiosum）为唇形科香科科属下的一个种。

## 扩展阅读
- 維基物種上的相關：大唇香科科